# Viktor Bauer (Politiker)
Viktor Bauer (* 3. Mai 1885 in Türkheim; † 27. September 1977 in Wasserburg am Inn) war ein deutscher Politiker (NSDAP).

## Leben und Wirken
Nach dem Schulbesuch und dem Studium der Medizin, das er mit der Promotion zum Dr. med. abschloss, war Bauer ab 1911 als praktizierender Arzt tätig. Von 1916 bis 1936 hatte er eine Arztpraxis in Wasserburg/Inn, von 1936 bis 1938 in Grünwald bei München. Er trat zum 1. Dezember 1931 in die NSDAP ein (Mitgliedsnummer 754.330) und war seit 1938 bei der Reichsleitung der NSDAP als Reichshauptstellenleiter und Amtsarzt angestellt. Im Februar 1939 wurde Bauer zum Hauptstellenleiter in der Reichsleitung der NSDAP befördert. In der SA erhielt er 1942 den Rang eines SA-Sanitäts-Oberführers.
Am 18. April 1944 wurde Bauer im Nachrückverfahren für den ausgeschiedenen Abgeordneten Willy Damson zum Abgeordneten des nationalsozialistischen Reichstag ernannt, in dem er bis zum Ende des Zweiten Weltkrieges den Wahlkreis 18 (Westfalen Süd) vertrat.